# Liam Neeson
William John (Liam) Neeson (Ballymena, 7 juni 1952) is een Noord-Iers acteur en stemacteur. Hij werd in 1994 genomineerd voor onder meer een Academy Award voor zijn hoofdrol in Schindler's List. Hij werd genomineerd voor Golden Globes voor Schindler's List, Michael Collins en Kinsey. Voor Michael Collins werd Neeson op het Filmfestival van Venetië 1996 uitgeroepen tot beste acteur.

## Carrière
Neeson was sinds zijn filmdebuut in Pilgrim's Progress (1978) meer dan 100 keer op het witte doek te zien. Tot zijn grootschaliger rollen behoren onder meer die in Schindler's List, Rob Roy, Michael Collins en Star Wars: Episode I: The Phantom Menace (als Qui-Gon Jinn). Hij speelde driemaal de rol van geheim agent Bryan Mills in de Taken-filmreeks.
In 1999 werd Neeson onderscheiden met een benoeming tot Officier in de Orde van het Britse Rijk. Hij is in Ierland ambassadeur voor UNICEF.

## Persoonlijk
Neeson had een relatie met Helen Mirren. Hij ontmoette haar op de set van Excalibur in 1981. Ze woonden vier jaar samen. 
Neeson trouwde in 1994 met Natasha Richardson en kreeg met haar twee zonen. Richardson kwam om bij een ski-ongeluk in Canada op 18 maart 2009.
Neeson heeft drie nationaliteiten: Amerikaans, Brits en Iers.

### Boycot
Neeson heeft meerdere uitingen over de Amerikaanse en Ierse politiek gedaan, zoals tegen het Amerikaanse beleid rondom vuurwapens, waarop de fabrikant Para-Ordance hem boycotte.

## Filmografie

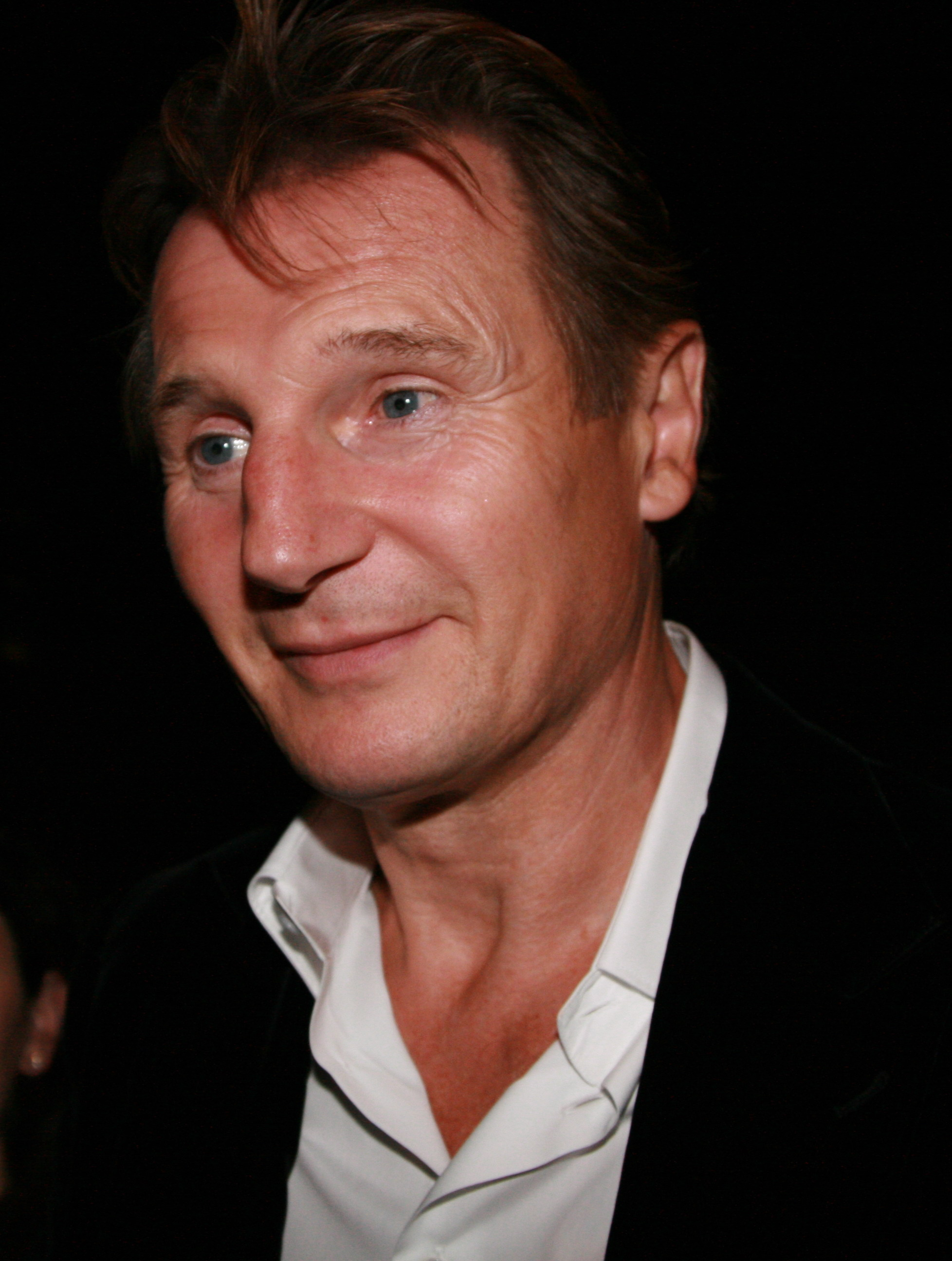
Liam Neeson in 2008.